# Nekrolog 1219
Nekrolog
◄◄
| ◄
| 1215
| 1216
| 1217
| 1218
| 1219 | 1220 | 1221 | 1222 | 1223 | ► | ►►
Weitere Ereignisse | Allgemeiner Nekrolog 1219
Die Beschreibung der verstorbenen Person sollte so kurz wie möglich gehalten sein und nur deren signifikante Tätigkeit(en) enthalten.
Neue Namen ggf. auch unter dem Geburts- und Sterbedatum, also etwa unter 1. Januar und im Geburts- und Sterbejahr (2024) eintragen (nur bei entsprechender großer Wichtigkeit). Für Beispiele siehe die schon vorhandenen Artikel.
Außerdem über die fünf zuletzt Verstorbenen, zu denen es einen ausreichend guten Artikel für eine Präsentation auf der Hauptseite gibt, nach der todesbedingten Überarbeitung der Artikel ggf. auch unter Wikipedia Diskussion:Hauptseite informieren und sie am besten auch in den anderen Wikipedia-Sprachversionen eintragen. Tipp: Regelmäßig bei news.google.de nach „ist tot“, „gestorben“ oder „verstorben“ suchen.
Wenn eine Person gestorben ist, gibt es viele Seiten zu dieser Person in der Wikipedia, die davon auch betroffen sind und entsprechend aktualisiert werden müssen. Beispiele: Namenübersichtsseite, Geburtsjahr, Geburtsort-Seiten und viele mehr.
Wie finde ich die betroffenen Seiten?
Im Suchfeld auf der linken Seite gibt man den Suchbegriff so ein: „Vorname Nachname“. Dann klickt man auf Volltext und alle Seiten mit entsprechendem Suchtext werden aufgerufen. Hier sieht man dann schnell, wo auch das Todesjahr Sinn macht oder sogar ein Teil des Artikels angepasst werden muss. Auch hilft das „Werkzeug“ auf der linken Seite sehr gut, um solche Seiten aufzufinden: „Links auf diese Seite“. Somit ist die Wikipedia wieder aktuell in allen Bereichen! Hinweis: bei Eintragung der Kategorie „Gestorben JAHR“ wird der Missbrauchsfilter 49 ausgelöst, was jedoch nicht schlimm ist. Siehe: Spezial:Missbrauchsfilter/49
Dies ist eine Liste von im Jahr 1219 verstorbenen bekannten Persönlichkeiten. Die Einträge erfolgen innerhalb der einzelnen Daten alphabetisch sortiert. Tiere sind im Nekrolog für Tiere zu finden.

## Februar
| Tag         | Name                 | Beruf, bekannt als                    | Alter | Beleg |
| ----------- | -------------------- | ------------------------------------- | ----- | ----- |
| 12. Februar | Robert von Courson   | Kardinal                              |       |       |
| 13. Februar | Minamoto no Sanetomo | dritter Shōgun des Kamakura-Shōgunats | 26    | [ 1 ] |

## März
| Tag      | Name      | Beruf, bekannt als | Alter | Beleg |
| -------- | --------- | ------------------ | ----- | ----- |
| 17. März | Rudolf I. | Klostergründer     |       |       |

## April
| Tag       | Name             | Beruf, bekannt als   | Alter | Beleg |
| --------- | ---------------- | -------------------- | ----- | ----- |
| 16. April | Hugh de Mapenore | Bischof von Hereford |       |       |

## Mai
| Tag     | Name                                 | Beruf, bekannt als       | Alter | Beleg |
| ------- | ------------------------------------ | ------------------------ | ----- | ----- |
| 1. Mai  | Leo II.                              | König von Armenien       |       |       |
| 1. Mai  | Rudolf I. von Eu                     | Graf von Eu              |       | [ 2 ] |
| 14. Mai | William Marshal, 1. Earl of Pembroke | Lord Marshal von England |       | [ 3 ] |
| 24. Mai | Meingoth                             | Abt von Ebrach           |       | [ 4 ] |

## Juni
| Tag      | Name                                     | Beruf, bekannt als                                              | Alter | Beleg |
| -------- | ---------------------------------------- | --------------------------------------------------------------- | ----- | ----- |
| 15. Juni | Georg                                    | Graf von Wied                                                   |       |       |
| 15. Juni | Theoderich von Estland                   | Zisterziensermönch, Bischof und Gründer des Schwertbrüderordens |       |       |
| 17. Juni | David von Schottland, Earl of Huntingdon | schottischer Hochadliger                                        |       | [ 5 ] |

## Juli
| Tag      | Name            | Beruf, bekannt als           | Alter | Beleg |
| -------- | --------------- | ---------------------------- | ----- | ----- |
| 27. Juli | Jean de Béthune | römisch-katholischer Bischof |       | [ 6 ] |

## August
| Tag            | Name                                  | Beruf, bekannt als                                                   | Alter | Beleg |
| -------------- | ------------------------------------- | -------------------------------------------------------------------- | ----- | ----- |
| 13. August     | Gerhard I. von Oldenburg-Wildeshausen | römisch-katholischer Bischof                                         |       |       |
| 17./18. August | Milon IV.                             | Graf von Bar-sur-Seine, Vizegraf von Chartres und Herr von Le Puiset |       | [ 7 ] |

## Oktober
| Tag     | Name                      | Beruf, bekannt als | Alter | Beleg |
| ------- | ------------------------- | ------------------ | ----- | ----- |
| Oktober | Walter III. von Châtillon | Graf von Saint-Pol |       | [ 8 ] |

## November
| Tag         | Name                                  | Beruf, bekannt als                                    | Alter | Beleg |
| ----------- | ------------------------------------- | ----------------------------------------------------- | ----- | ----- |
| 3. November | Saer de Quincy, 1. Earl of Winchester | anglo-normannischer Adliger und Kreuzfahrer           |       |       |
| 5. November | Hugo IX. von Lusignan                 | Herr von Lusignan, Graf von La Marche und Kreuzfahrer |       |       |

## Datum unbekannt
| Tag                   | Name                      | Beruf, bekannt als                                                     | Alter | Beleg  |
| --------------------- | ------------------------- | ---------------------------------------------------------------------- | ----- | ------ |
| vor dem 22. September | John de Courcy            | anglonormannischer Adliger und Justitiar von Irland                    |       |        |
|                       | Henry de Grey             | englischer Adeliger                                                    |       |        |
|                       | Oliver FitzRoy            | unehelicher Sohn des englischen Königs Johann Ohneland und Kreuzfahrer |       |        |
|                       | Gauthier II. de Villebéon | Herr von Villebon, Großkammerherr von Frankreich und Kreuzfahrer       |       |        |
|                       | Jolante                   | Kaiserin des Lateinischen Reiches                                      |       | [ 9 ]  |
|                       | Kasimir II.               | pommerscher Herzog                                                     |       | [ 10 ] |
|                       | Peter                     | Kaiser des Lateinischen Reiches                                        |       |        |
|                       | Raimund III.              | Vizegraf von Turenne und Kreuzfahrer                                   |       |        |
|                       | Richalm von Schöntal      | Abt des Klosters Schöntal                                              |       |        |
|                       | Rudolf von Saint-Omer     | (Titular-)Fürst von Galiläa und Seneschall von Jerusalem               |       |        |
|                       | Sigwin                    | römisch-katholischer Geistlicher, Bischof von Cammin                   |       | [ 11 ] |